# Smržov
Smržov är en ort i Tjeckien. Den ligger i den centrala delen av landet, 110 km öster om huvudstaden Prag. Smržov ligger 249 meter över havet och antalet invånare är 397.
Terrängen runt Smržov är platt. Runt Smržov är det ganska tätbefolkat, med 120 invånare per kvadratkilometer. Närmaste större samhälle är Hradec Králové, 11,7 km sydväst om Smržov. Trakten runt Smržov består till största delen av jordbruksmark.